# Super Bowl V
Match précédent Match suivant
Le Super Bowl V est l'ultime partie de la saison NFL 1970 de football américain (NFL). Le match a eu lieu le 17 janvier 1971 au Miami Orange Bowl de Miami, Floride. Il est le premier Super Bowl de « l'ère moderne, » c'est-à-dire le premier suivant la fusion entre l'AFL et la NFL.
Les Baltimore Colts ont remporté le premier trophée Vince Lombardi de leur histoire en s'imposant 16-13 face aux Dallas Cowboys.
Le linebacker Chuck Howley a été nommé meilleur joueur du match et est le premier défenseur, et le premier joueur non-quarterback à recevoir cette distinction.

## Déroulement du match
| Score           | Q1 | Q2 | Q3 | Q4 | Total |
| Baltimore Colts | 0  | 6  | 0  | 10 | 16    |
| Dallas Cowboys  | 3  | 10 | 0  | 0  | 13    |